# كلوديا كولوجينا
كلوديا يفرموفنا كولوجينا ((بالروسية: Клавдия Ефремовна Калугина)‏; ولدت عام 1926)، قناص سوفيتي في الحرب العالمية الثانية. في عام 1943، انضمت إلى اتحاد منظمات الشباب السوفيتي كمسمول، حيث تأهلت لتكون قناصا. في مارس 1944، التحقت بالخدمة الفعلية وهي ما تزال في سن السابعة عشر حيث قاتلت على الجبهة البيلاروسية الثالثة كواحدة من أصغر القناصة ونفذّت 28 عملية قتل مؤكدة.

## سيرة شخصية
ولدت كولوجينا في عام 1926. عندما بدأت الحرب في عام 1941، بدأت العمل في مصنع الذخائر في أوريخوفو-زويفو شرق موسكو. وفقا لسجلها الخاص، انضمت إلى اتحاد منظمات الشباب السوفيتي كمسمول وأكملت تعليمها الثانوي تحت رعايتهم. في يونيو 1943، عندما كانت تبلغ من العمر 17 عامًا، أصبحت أصغر تلميذ في مدرسة القناصة. بعد تلقّي المساعدة من زينايدا يورنسيفا، قائد الفرقة، أصبحت قناصًا مؤهلًا مع العديد من القناصة الأخريات. في مارس 1944، تم إرسالها إلى الجبهة البيلاروسية حيث عملت بالقرب من أورشا لعدة أشهر . خلال الصيف انتقلت هي ووحدتها إلى بولندا وبعد ذلك إلى جبهة سانت بطرسبرغ وكونيغسبرغ التي دافعوا عنها حتى نهاية الحرب.

## وصلات خارجية
- السيرة الذاتية لكلوديا يفرموفنا كالوجينا.
- أعظم قناصي الاتحاد السوفيتي.